# Boarp, Västra Karups socken
Boarp är en by på Bjärehalvön i Båstads kommun i Skåne och tillhör Västra Karups socken. Boarp ligger precis i utkanten av Båstad. Bebyggelsen var av SCB från 2015 till 2018 klassad som en del av tätorten Båstad, men från 2020 som en separat småort och från 2023 åter som del av Båstad. 
I Boarp finns nöjesstället Hasses Lada och en handelsby med fjorton handlare. I hembygdsparken i Boarp finns Bovigården som är baserat på ett bronsåldershus från Köinge. Det finns även två gravhögar i Boarp från bronsåldern, och några gravar i form av stensättningar från en senare period.

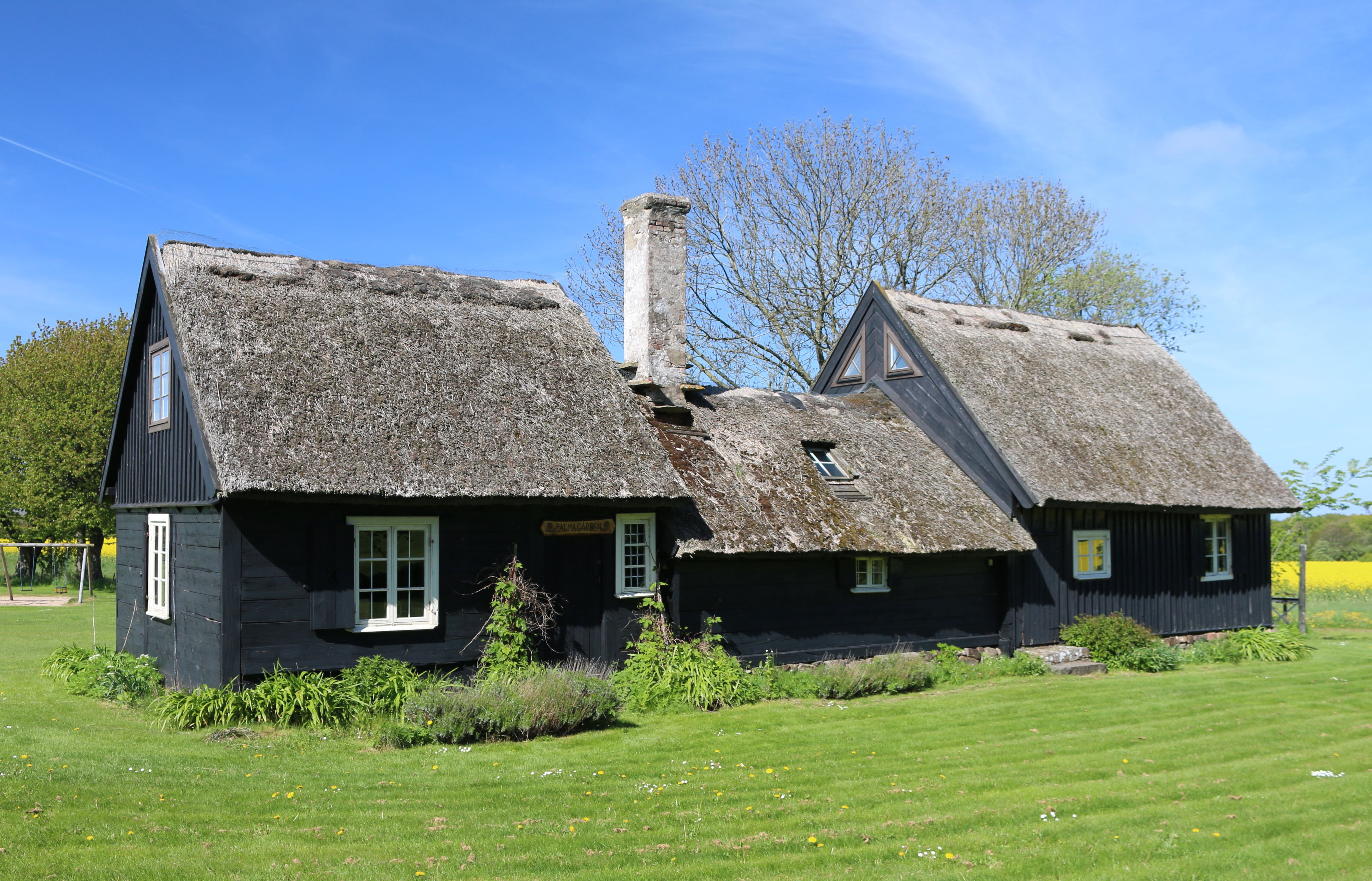
Palmagården i Boarp.